# Gurbanguli Berdimuhamedov
Gurbanguli Mjalikguljevič Berdimuhamedov (rusko Курбанкули (ali Гурбангулы) Мяликгулыевич Бердымухаммедов, turkmensko Gurbanguly Mälikgulyýewiç Berdimuhamedow), turkmenistanski politik, predsednik države, * 29. junij 1957.
Berdimuhamedov, po poklicu zobozdravnik, je bil v vladi dosmrtnega predsednika Saparmurata Nijazova minister za zdravstvo. Ob smrti Nijazova je 21. decembra 2006 postal vršilec dolžnosti predsednika Turkmenistana. 14. februarja 2007 so ga razglasili za zmagovalca predsedniških volitev, ki so potekale tri dni pred tem. Ob razglasitvi je tudi uradno zaprisegel kot predsednik. Predsedniško funkcijo je po treh zaporednih mandatih leta 2022 predal svojemu sinu Serdarju Berdimuhamedovu.